# Ulrich Braun (Fußballspieler)
Ulrich Braun (* 23. August 1941; † 4. Juli 2023) ist ein ehemaliger deutscher Fußballspieler, der von 1970 bis 1972 bei Arminia Bielefeld 66 Spiele mit fünf Toren in der Fußball-Bundesliga absolvierte.

## Laufbahn
Der über die Stationen TuS Eintracht Dortmund und TuS Eving-Lindenhorst im Sommer 1964 zu Schwarz-Weiß Essen gekommene Halbstürmer Ulrich Braun spielte drei Runden in der Regionalliga West für das Team vom Stadion Uhlenkrug. Am 9. August 1964 debütierte er beim Heimspiel gegen Arminia Bielefeld in der Mannschaft von Trainer Hans Wendlandt an der Seite der Leistungsträger Hermann Merchel und Karlheinz Mozin. Er feierte in der Saison 1966/67 mit der Vizemeisterschaft und dem Einzug in die Bundesligaaufstiegsrunde mit ETB einen beachtlichen Erfolg. Mit einem Punkt Rückstand verpassten die Essener gegenüber Borussia Neunkirchen den Aufstieg. Der Ballschlepper im Mittelfeld kam von 1964 bis 1967 auf 94 Regionalligaspiele und acht Tore. Zur Runde 1967/68 unterschrieb der Dortmunder einen Vertrag beim Ligakonkurrenten Arminia Bielefeld.
Auch in Bielefeld stellte sich der Erfolg in der dritten Saison ein: 1969/70 landeten die Arminen auf dem 2. Rang und zogen damit in die Aufstiegsrunde zur Bundesliga ein. Jetzt gelang aber Braun mit seinen Mannschaftskameraden Ernst Kuster und Gerd Roggensack der Aufstieg. Bielefeld setzte sich vor dem Karlsruher SC durch und "Uli" Braun hatte für die Arminia in drei Runden 98 Regionalliga-Spiele mit 18 Toren und alle acht Spiele in der Aufstiegsrunde 1970 bestritten.
Das erste Spiel in der Bundesliga bestritt der Mittelfeldspieler mit Technik und Spielwitz bei der 0:3-Auswärtsniederlage am 15. August 1970 bei Borussia Dortmund. Zusammen mit Torhüter Gerd Siese und seinen Mittelfeldpartnern Gerd Knoth und Horst Stockhausen absolvierte Braun alle 34 Pflichtspiele für den Neuling in der Saison 1970/71. Das letzte Bundesligaspiel bestritt der 30-Jährige am 3. Juni 1972 bei der 1:3-Heimniederlage gegen Fortuna Düsseldorf. In der Saison 1971/72 erfolgte Mitte Februar 1972 durch die Verbands-Strafgerichtsbarkeit des DFB die Entscheidung, Arminia Bielefeld mit dem Abstieg in die Amateurliga wegen der Verwicklung in den Bundesligaskandal zu bestrafen. Den Ostwestfalen wurde noch erlaubt, die Saison zu Ende zu spielen. Später schwächte das Sportgericht die Strafe ab, statt in die Amateurliga wurde der Verein nur in die Regionalliga versetzt, hinzu kam der Abzug von zehn Punkten in der Saison 1972/73. Die zwei Runden Fußball-Bundesliga mit Arminia Bielefeld sind deshalb für Ulrich Braun ein Kapitel, bei dem der sportliche Gehalt deutlich in den Hintergrund tritt. "Uli" Braun wechselte zur Runde 1972/73 zur DJK Gütersloh in die Regionalliga West.
Im Heidewaldstadion belegte er mit der DJK in den Jahren 1973 und 1974 jeweils den neunten Rang und zog damit in die neue 2. Fußball-Bundesliga zur Saison 1974/75 ein. Von 1972 bis 1974 hatte er 67 Spiele mit elf Toren für die Mannschaft von Trainer Rudolf Schlott bestritten. Sein 12. und letzter Einsatz in der 2. Bundesliga hatte der Routinier am 20. April 1975 bei der 1:2-Auswärtsniederlage bei Alemannia Aachen. In der 81. Minute wurde er in das Team um die Mitspieler Ulrich Granzow, Walter Oswald, Gerd Roggensack, Wolfgang Rummenigge, Karl-Heinz Granitza und Heribert Bruchhagen eingewechselt.

## Wieder Amateur
Zur Runde 1975/76 wechselte der 34-jährige Braun zum SC Oberbecksen und ließ seine Karriere im Amateurlager ausklingen.